# 托夫斯泰 (赫里邁利夫市鎮)
49°16′25″N 26°5′30″E / 49.27361°N 26.09167°E
托夫斯泰（羅馬化：Tovste）是烏克蘭西部捷爾諾波爾州喬爾特基夫區赫里邁利夫市鎮的村莊，距離比利尼夫卡和新西爾卡1.5公里，始建於1654年，面積2.51平方公里，2001年人口547。